# La Carlota (Philippines)
Pour les articles homonymes, voir La Carlota.
 (avril 2017).
Le contenu est difficilement compréhensible vu les erreurs de traduction, qui sont peut-être dues à l'utilisation d'un logiciel de traduction automatique.
La Carlota est une ville située dans la Province de Negros Occidental, Région administrative de l'Île de Negros, dans l'archipel des Visayas, aux Philippines. En 2015, c'est la ville la moins peuplée de la Province, avec une population de 64 469 habitants.
Jusqu'en 1871, la colonie est connue sous le nom de Simancas, quartier relevant de la compétence de la ville voisine de San Enrique.
Le 19 juin 1965, en vertu de l'Acte no 4585 du gouvernement des Philippines, La Carlota accède au statut de ville autonome (cityhood).
En 2011, le Ministère de l'Intérieur et des Gouvernements Locaux (DILG) décerne à la ville un « prix de la bonne gestion » pour ses efforts à renforcer la responsabilité et la transparence de la gouvernance locale. La même année, elle a également été nommée comme l'un des plus performants conseils municipaux des Philippines, classée huitième parmi les villes de sa catégorie budgétaire. Le 29 décembre 2011, la ville a été nommée pour l'excellence de sa gouvernance locale (Prix Pagpasidungog attribué par le gouvernement provincial). Son maire actuel, élu lors du scrutin du 19 mai 2016, est Luis J. Jalandoni III. Il succède à Juliet Marie D. Ferrer.

## Histoire

### Périodes pré-hispanique et hispanique
Avant l'établissement d'une colonisation espagnole permanente aux Philippines (1565), le secteur a pour chef un guerrier négrito : Mangkas. La population lui accorde confiance et respect pour sa bravoure et son habileté maintenir la paix. Selon cette légende, les habitants  donnent son nom à leurs enfants pour marquer leur vénération. Ainsi, avec de nombreux habitants répondant au nom de Mangkas, le territoire devient connu sous le nom de Simancas.
Au début de son histoire, l'agriculture est la principale source de subsistance des habitants de Simancas. Les indigènes cultivent du riz pour leur propre consommation, et, par la suite, au cours de l'époque coloniale espagnole, les populations plus récemment installées plantent du tabac pour l'exportation. Les premiers colons s'établissent le long de la rivière Candaguit à partir de laquelle Simancas connait son extension. À partir de 1856, les chroniqueurs commencent à mentionner le village, et le curé de San Enrique désigne Simancas comme étant un quartier sa paroisse.

### Fin de la colonisation espagnole
En 1856, le quartier de Simancas est placé sous la juridiction de la Municipalité de Valladolid. Le 23 juillet 1864, cependant, les colonies de peuplement de San Enrique, Pontevedra et de Simancas sont rassemblées dans une nouvelle municipalité : San Enrique. Le 15 octobre 1869, un arrêté royal élève Pontevedra au rang de paroisse et Simancas à celui de municipalité. En 1871, le Roi d'Espagne émet un arrêté modifiant le nom de Simancas pour celui de La Carlota. Le décret est publié à la demande des carlistes (cf. carlisme espagnol), les monarchistes partisans de Charles V de Bourbon et de ses descendants. Le 4 décembre 1876 enfin, un arrêté royal fait de La Carlota une paroisse.
Dans les années 1890, les progrès agricoles réalisés à La Carlota deviennent un modèle pour les exploitations agricoles à travers toute l'île de Negros. Au cours de cette période, les planteurs de canne à sucre de La Carlota forment le Circulo de Agricultores (Cercle des Agriculteurs), la première organisation de l'île à entreprendre une campagne antiacridienne (lutte contre les sauterelles). Lorsqu'éclate la révolution Philippine pour l'indépendance en 1896, les planteurs participent activement à la lutte pour l'indépendance du pays.
Les années 1890 sont des années importantes dans l'histoire, non seulement de La Carlota, mais aussi de l'ensemble de l'île. La division de l'île de Negros en deux provinces distinctes (Negros Occidental et Negros Oriental) a lieu en 1890. C'est au cours de cette décennie historique que le levantamiento — ou soulèvement — contre l'Espagne commence. Il se termine par la capitulation des autorités espagnoles devant les forces révolutionnaires en 1898, à Bacolod, la capitale de la Province.
À la fin des années 1890 est née à La Carlota l'une de ses plus célèbres enfants : Adelina Gurrea. Plus tard, c'est en Espagne qu'elle a gagne une reconnaissance mondiale en tant que journaliste, poète et romancière, prenant parti dans ses écrits pour la cause des femmes (voir section Personnalités ci-après).

### Occupation américaine et indépendance
De 1901 à 1906, La Carlota prend part à la résistance contre l'invasion des Philippines (et de l'île de Negros) par les États-Unis. Elle est le lieu de naissance de certains des dirigeants Babaylan les plus connus, parmi lesquels Papa Isio. Ce dernier mène la lutte contre l'occupation Américaine qui a remplacé le régime espagnol à la suite du traité de Paris (1898), et qui solde la guerre Hispano–Américaine notamment par la cession des Philippines aux États-unis. Les Babaylan ou entrencirados mènent alors la guérilla contre les forces américaines dans les villes de La Carlota, Isabela, Kabankalan et de La Castellana.
Durant la période américaine a lieu la construction d'un bâtiment d'école de type Gabaldon (bâtiments publics dus à l'architecte William E. Parsons) en 1908. La Centrale Sucrière de La Carlota, considéré comme le plus grand moulin à sucre en tandem d'Asie, est construite par la famille Elizalde en 1918.
La période de allant de 1918 aux années 1980 voit la poursuite de l'expansion des infrastructures de la ville. L'imposant bâtiment de la Presidencia, le siège du gouvernement local (municipalité) construit en 1934, est devenu un monument du centre-ville. En 1948, le bâtiment de l'école secondaire de la ville de La Carlota est construit. Deux ans plus tard, il accueille le tout premier carnaval à être organisé sur l'île.
La Carlota a aussi vu naitre trois champions du monde de boxe : Pancho Villa, champion du monde catégorie poids mouche de 1923 à 1925 ; Small Montana, titulaire de la couronne mondiale des poids mouche de 1935 à 1938 ; et Little Dado (Eleuterio Zapanta), champion du monde poids coq en 1940 et champion du monde poids mouche en 1941 (voir section Personnalités ci-après).
L'acquisition du statut de ville autonome (cityhood) par  La Carlota  est effective le 19 juin 1965 en vertu de l'Acte gouvernemental no 4585. En 1967, La Carlota City College est créé, devenant la seule université communautaire de la Province à être gérée par une administration locale.
De ses humbles débuts comme petit village, La Carlota a évolué pour devenir l'un des principaux producteurs de sucre de canne aux Philippines.

## Géographie
La Carlota est située au nord de la partie centrale de Negros Occidental. Elle est bordée au nord par Bago City, à l'est par le volcan de Kanlaon et Canlaon City  (Province de Negros Oriental), au sud-est par la ville de La Castellana, au sud-ouest par la province de Pontevedra et à l'ouest par la ville de San Enrique. Elle a une superficie totale de 13 729 ha (137,29 km2), dont la majeure partie est constituée des terres agricoles.
Elle est l'une des deux seules villes sans bordure littorale de l'île de Negros, l'autre étant la ville voisine de Canlaon dans la province de Negros Oriental. À l'image du reste des Philippines, la ville bénéficie de deux saisons distinctes : la saison sèche de janvier à mai et la saison humide de juin à décembre.

### Barangays
La Carlota est  subdivisée administrativement en quatorze barangays (villages et quartiers) : trois quartiers urbains et onze zones rurales. Les quartiers urbains sont les Barangay I, Barangay II et de Barangay III : ils sont tous situés dans la ville proprement dite. Le plus éloigné de la ville est le barangay de Yubo, à 17,9 km de l'agglomération. Les noms des quatorze barangays de la ville sont : Ara-al, Ayungon, Balabag, Batuan, Cubay, Haguimit, La Granja, Nagasi, Barangay I, Barangay II, Barangay III, Barangay RSB, San Miguel, Yubo.

## Démographie
Le premier recensement, effectué en 1903, estime alors la population à 3 097 habitants.
En 1995, une enquête de l'Office national de la Statistique (NSO) comptabilise 56 414 habitants. Deux ans plus tard, la population est passée à 57 982 habitants, puis à 62 094 en 2002. La densité de population est alors de 450 habitants au km2. Parmi les quatorze barangays, le quartier Barangay II a la plus grande population avec 9 221 habitants et le Barangay Yubo la plus petite avec 1 962 habitants.
Environ 96 % de la population utilise la variante locale Negrense de l'Hiligaynon (ou Ilonggo) en tant que principale langue de communication, tandis que le reste, soit 4 % de la population utilise le Cebuano. L'Anglais, et parfois le Philippin (Tagalog), sont généralement compris et parlés par une grande partie de la population de la ville, notamment parmi les personnes ayant suivi un cursus scolaire jusqu'au collège ou au-delà.

## Principaux monuments

### Église catholique Notre Dame de la Paix et du Bon Voyage
Se dressant au cœur de La Carlota dans la rue de La Paz, (Barangay I), cette ancienne église, est construite en 1876 au cours de l'époque espagnole. C'est l'une des très rares églises de conception architecturale romane de la région. Une qualité distinctive de cette église est l'utilisation de briques rouges de Silay et de pierres de corail collées les unes aux autres par de la chaux mélangée à des œufs de canard pour réaliser le mortier. Les matériaux sont amenés de l'île de Guimaras. L'église est construite par les Philippins selon une règle de servitude imposée par le colonisateur espagnol : le polo y servicio, un système de travail forcé au profit de l'administration coloniale et de l'église catholique. Cette pratique impopulaire mobilise les individus mâles de 16 ans à 60 ans pour la construction des églises, des routes, des ponts et autres infrastructures quarante jours par an.

### Cheminée en Brique du Moulin à Sucre (Muscovado)
Cette cheminée en brique d'un muscovado, (moulin à sucre), se trouve à l'Hacienda Canman-ug, dans le Barangay de Batuan. Elle a été construite avant la mise en place de la Centrale Sucrière de La Carlota. Le moulin était propulsé par un moteur A & W Smith Entreprise à moteur à vapeur construit à Glasgow en 1883. Ce site touristique offre un aperçu de la vie des Mangkasanons il y a plus d'un siècle, c'est un témoignage de l'industrie du sucre et de son évolution dans cette partie du monde.

### «Dinosaure de Fer» de la Centrale Sucrière
Les visiteurs entrant dans la partie ouest de la ville sont accueillis par une locomotive à vapeur ancienne de couleur noire, que les habitants ont surnommé le « Dinosaure de Fer » de La Carlota.

### Maison de l'Infante, Hacienda de Guadalupe, Barangay Ayungon
Ce patrimoine de la ville regorge d'icônes religieuses, de porcelaines de Chine peintes à la main, de masques de carnaval. Il abrite l'une des plus anciennes horloges de grand-père de fabrication allemande encore en état de marche. Des pièces art déco, depuis les pieds de tables jusqu'aux armoires, figurent en bonne place dans cette inestimable collection. Des appareils électroménagers datant du début du XXe siècle et des sculptures en bois richement décorées servent à délimiter les pièces au premier étage. Le jardin, clôturé avec une balustrade sur les deux côtés, fait face à la maison, il est doté d'un phare miniature qui fut utilisé comme fontaine. Le 12 décembre 2001, la maison est classée par le National Historical Institute (Institut pour l'histoire nationale) comme maison du patrimoine national.

### Immeuble de la Presidencia
Le siège du gouvernement local (Municipalité et administrations de service public), construit en 1934, est un imposant monument du centre-ville.

### La Granja Agricolas
Ce modèle de ferme agricole a été créée en 1881 par décret royal espagnol émis le 15 novembre 1881 et a été officiellement inaugurée le 8 juillet 1884. Le gouvernement des Philippines gère l'exploitation agricole dans le Barangay de La Granja, ainsi qu'un centre de recherche créé par la Commission Sucrière des Philippines.

## Festivals

### Le Festival Pasalamat
C'est une célébration d'action de grâces qui a lieu le dernier dimanche d'avril. Le festival Pasalamat appelle les Carloteños à la célébration d'une action de grâces à « Dieu le tout puissant pour le don de la vie et pour la persévérance en dépit des difficultés de la vie ». Le festival rassemble les touristes locaux et internationaux, aussi bien que les fêtards aux costumes colorés fabriqués à partir de matériaux indigènes, dans une danse unique et originale : la « Pasalamat Samba Rythmique » jouée par les batteurs de tambours locaux à l'aide d'instruments à percussion.

### Le Festival de Noël des Lumières et de la Musique
Il  consiste en l'illumination des arbres dans le parc et des bâtiments privés et publics dans la ville et les alentours. Considéré comme le plus grand festival de ce genre dans la Province, il présente également les différentes églises locales et leurs chorales durant la Cantata nocturne de Noël dans le parc de la ville, du 15 décembre au 1er janvier.

## Personnalités
- Adelina Gurrea, poète, romancière et journaliste philippine de langue espagnole.
- Gilbert Luis R. Centina III, romancier philippino-américain, poète primé.
- Pancho Villa, champion du monde de boxe, catégorie poids mouche de 1923 à 1925.
- Small Montana, champion de boxe, poids mouche, titulaire de la couronne mondiale de la catégorie de 1935 à 1938.
- Little Dado (Eleuterio Zapanta), boxeur de 1938 à 1944.

## Jumelage
- Ville Jumelée : Carson[11], Californie, États-Unis[12].